# Doza face otrava
Alle Dinge sind Gift, und nichts ist ohne Gift, allein die Dosis macht dass ein Ding kein Gift ist.
Toate au otravă și nimic nu este fără otravă, doza singură face un lucru neotrăvitor.
Doza face otrava (în latină dosis sola facit venenum, „numai doza face otrava”) este un aforism menit să exprime un principiu de bază al toxicologiei, atribuit lui Paracelsus. Principiul este acela că o substanță își poate produce efectul nociv asociat cu proprietățile sale toxice numai dacă ajunge la un sistem biologic vulnerabil din organism într-o concentrație suficient de mare (la o anumită doză).
Principiul se bazează pe observația că toate substanțele chimice - chiar și apa și oxigenul - pot fi toxice dacă se mănâncă, se beau sau se absorb prea mult. „Toxicitatea unei substanțe chimice depinde de mulți factori, inclusiv de măsura în care pătrunde în organism”. Această constatare oferă fundamentelor standardelor de sănătate publică, care specifică concentrațiile maxime admisibile de diferiți contaminanți în alimente, în apa potabilă și în mediu.
Cu toate acestea nu există o relație liniară, iar toxicitatea chimică este mai complexă decât efectele acute ale expunerii pe termen scurt. Doze relativ mici de contaminanți în apă, alimente și mediu pot avea deja efecte cronice semnificative dacă există o expunere pe termen lung.